# Adaílson Pereira Coelho
Adaílson Pereira Coelho (født 28. marts 1986) er en brasiliansk fodboldspiller.